# Princeton (Wisconsin)
Princeton é uma cidade localizada no estado norte-americano de Wisconsin, no Condado de Green Lake.

## Demografia
Segundo o censo norte-americano de 2000, a sua população era de 1504 habitantes.
Em 2006, foi estimada uma população de 1455, um decréscimo de 49 (-3.3%).

## Geografia
De acordo com o United States Census Bureau tem uma área de
4,2 km², dos quais 4,2 km² cobertos por terra e 0,0 km² cobertos por água.

## Localidades na vizinhança
O diagrama seguinte representa as localidades num raio de 20 km ao redor de Princeton.